# СОН-4
СОН-4 «Луч» / СОН-4А «Зенит» (Станция Орудийной Наводки — Четыре) — советская серийно выпускавшаяся радиолокационная станция орудийной наводки зенитной артиллерии малого и среднего калибров. Изначально проектировалась для наводки в составе комплекса ПВО КС-19.
В дальнейшем некоторые станции СОН-4 в советских частях ПВО были заменены на станции СОН-9, а позже — оставшиеся на станции СОН-30.

## Разработка и испытания
В 1946 году по задании ГАУ в НИИ-20 (московский НИЭМИ) были начаты работы по созданию нового перспективного артиллерийского радиоприборного зенитного комплекса, в который вошли: батарея зенитных 100-мм орудий (КС-19), прибор управления артиллерийским зенитным огнём (ПУАЗО) и РЛС (станция орудийной наводки). Разработку от ГАУ курировал начальник одного из управлений М. М. Лобанов. При разработке комплекса был использован опыт НИИ и заводов оборонной промышленности СССР по созданию средств борьбы ПВО, накопленный инженерами ГАУ ещё в 1944 году по программе создания РЛС целеуказания «Мост». Сама станция, получившая обозначение СОН-4 и словесное название «Луч» базировалась на советской адаптации ряда компонентов американского радара SCR-584, предназначалась для орудийного целеуказания войсковой зенитной артиллерии среднего калибра. Станция орудийной наводки СОН-4 разработана под руководством С. П. Рабиновича (главный конструктор), М. Л. Слиозберга (начальник НИИ-20), П. М. Чудакова (руководитель КБ в НИИ-20) и при активном участии А. А. Форштера (директор завода № 304). Среди прочих в НИИ-20 в разработке СОН-4 участвовал в кач-ве инженера Спартак Петрович Никаноров.
Государственные испытания СОН-4 прошли в 1947 году на полигоне НИЗАП под управлением инженеров-испытателей А. А. Меркина и И. П. Жеребкова, от ГАУ на полигоне находился А. З. Шостак. По завершении испытаний станция получила высокие оценки и была принята на вооружение в комплексе зенитной батареей КС-19. За разработку всего комплекса КС-19 его создатели и офицеры ГАУ П. М. Попов и А. З. Шостак, активно содействовавшие её созданию и испытаний были удостоены Государственной премии СССР. Помимо дивизиона орудий КС-19, СОН-4 поставлялся в составе дивизиона орудий КС-18.
В 1949 году выпуск опытных станций СОН-4 и приборов управления артиллерийским зенитным огнём (ПУАЗО) был организован на заводе № 297, часть аппаратуры производилась на заводе № 304. Далее производство станций было открыто на свердловском заводе № 356 (эвакуированный московский завод «Геодезия»). Немного позже, серийным производителем станции СОН-4А «Зенит» был определён завод № 852. Производство на этом заводе (№ 852) началось с января 1952 года. Далее, постановлением Совета Министров СССР от 5 июня 1952 года № 2593—981 утверждалось задание на создание на заводе № 852 новых производственных мощностей из расчёта 75 000 автомобилей и 1000 РЛС в год.
Директивой командующего войсками ПВО Минского района от 7 июля 1949 года была для ремонта станций орудийной наводки СОН-4, СОН-9, приборов ПУАЗО была сформирована 990 артиллерийская база 2-го разряда (ныне 2566 завод по ремонту радиоэлектронного вооружения, Беларусь)

## Описание
Станция СОН-4 была смонтирована в буксируемом фургоне на двухосной платформе. На крыше фургона была смонтирована вращающаяся антенна в виде круглого параболического отражателя диаметром 1,8 м. Круговое вращение излучателя было несимметричным. Источником высокочастотных колебаний в передающем устройстве являлся магнетрон. В комплект станции включены магнетроны, работавшие в четырёх диапазонах, и соответственно с этим использовалась соответствующая модификация аппаратуры защиты от помех. Антенно-фидерная система (общая на излучение и приём) кругового обзора обеспечивала поиск цели и её автоматическое сопровождение. Система измерения дальности в непрерывном режиме точно определяла дальность до цели и согласовывала во времени работу передатчика, приёмника и системы кругового обзора. Благодаря применению блока ультра-узкого строба селекции цели по дальности достигалась высокая разрешающая способность порядка 120 м. Управление от СОН-4 к орудиям КС-19 шло через прибор управления артиллерийским зенитным огнём (ПУАЗО-6). Эффективность орудий КС-19 возросла после того, как дистанционная трубка снаряда была заменена радиолокационным взрывателем, представлявшим собой миниатюрный радиолокатор. Данный взрыватель был создан на базе микромодульных схемах, и обеспечивал высокую надёжность подрыва снаряда в зоне 15-20 метров от цели. Перемещение СОН-4 осуществлялось за счёт среднего артиллерийского тягача типа АТ-С. Электропитание шло от электроагрегата типа АПГ-15.
Станция могла работать в трёх режимах:
- круговой обзор для обнаружения целей и наблюдения за воздушной обстановкой по индикатору кругового обзора;
- ручное управление антенной для обнаружения целей в секторе перед переходом на автоматическое сопровождение и для грубого определения координат;
- автоматическое сопровождение цели по угловым координатам для точного определения азимута и угла вместе в автоматическом режиме и наклонной дальности ручным Или полуавтоматическим способом.

## Основные тактико-технические параметры
| Диапазон волн                                                                                  | Сантиметровый                                                                   |
| Мощность в импульсе                                                                            | Около 250 кВт                                                                   |
| Дальность обнаружения бомбардировщика на высоте 4000 м при ручном/автоматическом сопровождении | До 60 км / До 40 км                                                             |
| Ошибки определения координат в автоматическом режиме по дальности / азимуту и углу             | 20 м / 1,6 д. у.                                                                |
| Разрешающая способность по наклонной дальности ручной / автоматический                         | 125 м / 200 м                                                                   |
| Тип антенны                                                                                    | Параболический отражатель диаметром 1,8 м с несимметричным вращением излучателя |
| Ширина диаграммы направленности                                                                | 3,5° — 4,6°                                                                     |

## Модификации
- СОН-4 «Луч»
- СОН-4А «Зенит»
- СОН-4РР

## На вооружении
Станции СОН-4 поступали на вооружение войск СССР во всех союзных республиках. Также они поставлялись в страны Варшавского договора и другие страны — союзники СССР. По состоянию на 2022 год нет ни одного реального подтверждения о нахождении станции СОН-4 на вооружении какой либо страны.

### Бывшие операторы
- Алжир
- Болгария
- Египет
- Китай
- КНДР
- Куба
- Ливия
- СССР